# جامع حي السفارات
جامع حي السفارات أو جامع ساحة الكندي أحد مساجد مدينة الرياض، يقع مسجد وجامع حي السفارات في حي السفارات غرب مدينة الرياض عاصمة المملكة العربية السعودية .

## نبذة
يُعدُّ المسجد من أهم المعالم بالحي الدبلوماسي وأبرزها في مدينة الرياض، فهو يتميز بمرافقه الثقافية المحيطة به. إذ تطل ساحته النموذجية من جهة الشرق على الأسواق المفتوحة، والمحلات التجارية. كما تم تصميم الجامع بطريقة إبداعية، تسمح بدخول الضوء الطبيعي، مما يقلّل من الاعتماد على الإضاءة الكهربائية. كما أسهمت الأسقف العالية، وكتلة البناء الثقيلة في الحفاظ على البرودة، وتقليل درجات الحرارة دون الحاجة لاستخدام التكييف.

## البناء
قامت الهيئة العليا لتطوير مدينة الرياض بناء جامع حي السفارات الكبير إلى جوار ساحة الكندي المفتوحة، على مساحة تبلغ 5830 متر مربع، ويستوعب الجامع خمسة آلاف مصلي في وقت واحد.

## الجوائز
- فاز جامع جامع حي السفارات بجائزة ندوة عمارة المساجد التي قدمتها جامعة الملك سعود في شهر شوال من عام 1417 هـ[3]
- فاز جامع حي السفارات بجائزة عبد اللطيف الفوزان لعمارة المساجد لعام 2014 الموافق 1435 هـ.[4]
- فاز جامع حي السفارات بـجائزة أغا خان للعمارة المتخصصة عام 1410هـ (1990م).[5]
- فاز جامع حي السفارات بجائزة المشروع المعماري لمنظمة المدن العربية، في دورتها الثالثة عام 1410هـ (1990م) بمدينة الرباط.[5]

## انظر ايضاً
- جامع الراجحي
- جامع الدخيل
- جامع الجوهرة بالرياض
- قائمة المساجد في السعودية

## وصلات خارجية
- جائزة الفوزان.. نشر المعرفة بعمارة المساجد.
- عرقة بين الماضي والحاضر.